# Thymoites crassipes
Thymoites crassipes är en spindelart som beskrevs av Eugen von Keyserling 1884. Thymoites crassipes ingår i släktet Thymoites och familjen klotspindlar.
Artens utbredningsområde är Peru. Inga underarter finns listade i Catalogue of Life.